# Universiteit van Amsterdam
Die Universiteit van Amsterdam  (deutsch: Universität von Amsterdam), kurz UvA, ist eine konfessionell nicht gebundene Universität in Amsterdam. Die Universiteit van Amsterdam ist neben der Vrije Universiteit Amsterdam eine von zwei Forschungsuniversitäten in Amsterdam.

## Geschichte
Sie zählte im Jahr 2009 mehr als 32.000 Studenten und fast 4.000 Mitarbeiter bei einem Budget von fast 600 Millionen Euro. Sie gehört damit zu den größten Universitäten in den Niederlanden und ist  auch größer als die Freie Universität Amsterdam mit einer Kapazität für etwa 16.000 Studierende.
Als Vorgänger der Universität gilt die Athenaeum Illustre, die 1632 gegründet wurde. Offiziell als Stelle höherer Ausbildung anerkannt wurde die Schule 1815, umbenannt in Universiteit van Amsterdam (UvA) wurde sie 1877. Bis 1961 war der Bürgermeister von Amsterdam Rektor der Universität, die Professoren wurden vom Stadtrat ernannt. Seit 2016 wird die UvA vom niederländischen Staat finanziert und verwaltet.

## Internationales Renommee
Das internationale Times Ranking hat die Universität im Jahr 2009 auf Rang 49 aller weltweit bestehenden Universitäten geführt. Dies ist die beste niederländische Position in diesem Hochschulranking. Hierbei schnitt die UvA besonders gut in den Bereichen Gesellschaftswissenschaften (weltweit Rang 32) und Kunst- und Humanwissenschaften (weltweit Rang 31) ab. 2023 lag sie auf dem 60. Platz.
Ergebnisse des Times Rankings der letzten Jahre:
| 2007 | 48 |  |      |    |
| 2008 | 53 |  |      |    |
| 2009 | 49 |  | 2023 | 60 |

In dem bekannten Shanghai-Ranking 2010 schneidet die Universität besonders gut im Bereich der Wirtschaftswissenschaft ab. Sie teilt sich weltweit den Rang 51 mit renommierten Universitäten wie der London Business School oder der Universität Zürich.
Im Ranking QS Top Business Schools 2010 belegt die zur Universität gehörende Amsterdam Business School den Platz 42 in Europa.
Im anerkannten Tilburg University Top 100 Worldwide Economics Schools Research Ranking (2005–2009) belegt die Universität weltweit Rang 28.
Im weltweiten QS World University Rankings 2022 belegt die Universität den 55. Rang weltweit. Dies stellt die beste Platzierung einer niederländischen Universität in diesem Ranking dar.
Im weltweiten QS World University Rankings by Subject 2011-Ranking (nach Fächern) belegte die Universität den höchsten Rang aller niederländischen Universitäten in den Fächern Linguistik (22. weltweit), Soziologie (33.), Philosophie (37.), Geographie (40.) und Informatik (47.). Die UvA belegte weitere Top-50-Platzierungen in den Bereichen Volkswirtschaft & Ökonometrie (44., zweitbeste niederländische Platzierung), sowie Rechnungswesen & Finance (45., zweitbeste niederländische Platzierung). Mit der Graduate School of Communication hält die Universität außerdem eine der renommiertesten Fakultäten für Kommunikationswissenschaft inne. Diese erreichte im QS World Rankings by Subject 2022-Ranking die Top-Platzierung weltweit.
Des Weiteren gehört die Universität der Gruppe der forschungsstärksten Universitäten Europas (League of European Research Universities) an.
2011 beteiligte sich die UvA zum ersten Mal bei der Canal Parade der Amsterdam Gay Pride mit dem Thema A Very Gay Education.
In Zusammenarbeit mit der Universitätsbibliothek der UvA, dem Persmuseum (niederländisches Pressemuseum), dem NIOD, dem ISSG, sowie dem Katholiek Documentatiecentrum („Katholisches Dokumentationszentrum“, KDC) wurde eine Sammlung von Zeitschriften aus der Zeit von 1896 bis 1949 mit insgesamt 15.238 Seiten zusammengestellt.

## Fakultäten
1. Geisteswissenschaften
2. Rechtswissenschaften
3. Medizin
4. Zahnmedizin
5. Naturwissenschaften, Mathematik und Informatik
6. Wirtschaftswissenschaften
7. Sozialwissenschaften

## Nobelpreisträger
- 1901 Nobelpreis für Chemie[10]
- 1902 Nobelpreis für Physik[11]
- 1910 Nobelpreis für Physik[12]
- 1911 Friedensnobelpreis[13]
- 1929 Nobelpreis für Medizin[14]
- 1953 Nobelpreis für Physik[15]

## Namhafte Studenten und Dozenten

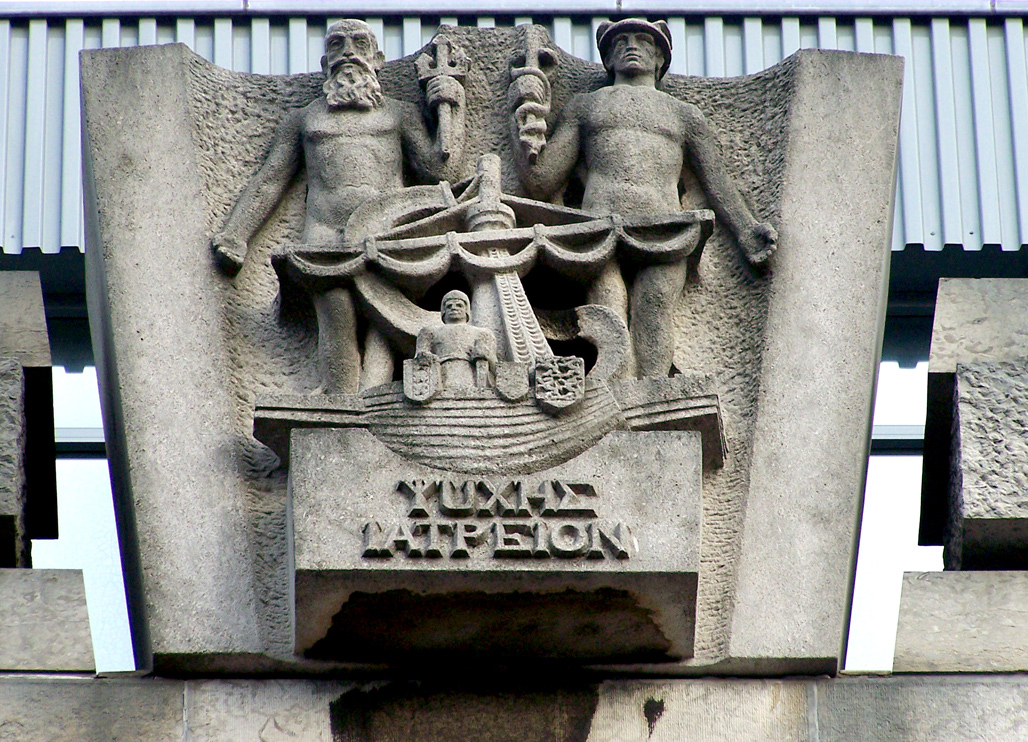
Skulptur über dem Eingang der Universitätsbibliothek. ΨΥΧΗΣ ΙΑΤΡΕΙΟΝ (Psychēs iatreion, „Hospital für die Seele“)

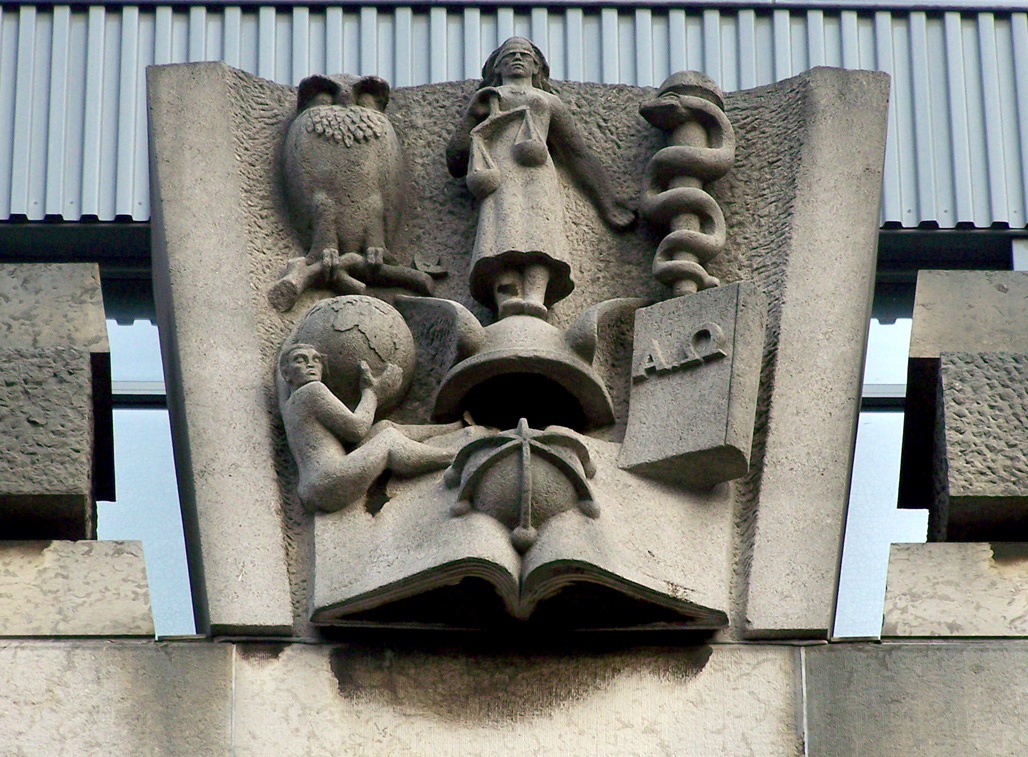
Weitere Skulptur an der Universitätsbibliothek mit symbolhaften Darstellungen der Fakultäten (Philosophie, Rechtswissenschaft, Medizin, Mathematik, Theologie, Naturwissenschaften)

- Francesca Albanese (* 1977), italienische Rechtswissenschaftlerin
- Lodewijk Asscher (* 1974), Jurist und Politiker
- Casparus Barlaeus (1584–1648), Humanist, Autor, Theologe, Historiker und Dichter
- Johan van Benthem (* 1949), mathematischer und philosophischer Logiker
- Johannes Martin Bijvoet (1892–1980), Chemiker und Kristallograph
- Frits Bolkestein (1933–2025), Politiker
- Harry van Bommel (* 1962), Politiker
- Luitzen Egbertus Jan Brouwer (1881–1966), Mathematiker
- Thijs Chanowski
- Ines Coppoolse (* 1962), Diplomatin
- Jacqueline Cramer (* 1951), Umweltwissenschaftlerin und -politikerin
- Haskell Brooks Curry (1900–1982), US-amerikanischer Logiker und Mathematiker
- Ien Dales (1931–1994), Politikerin
- Mathieu Frans Daniëls (1860–1918), Mathematiker und Hochschullehrer
- Wim Deetman (* 1945), Politiker
- Robbert Dijkgraaf (* 1960), theoretischer Physiker und Stringtheoretiker
- Simon C. Dik (1940–1995), Sprachwissenschaftler
- Adriaan van Dis (* 1946), Schriftsteller
- Henk van den Dool (* 1961), Diplomat
- Wim Duisenberg (1935–2005), Politiker und Ökonom
- Frans van Eemeren (* 7. April 1946 in Helmond) ist ein niederländischer Kommunikationswissenschaftler und Argumentationstheoretiker
- Willem Jacobus Eijk (* 1953), römisch-katholischer Erzbischof von Utrecht
- Wim van Es (* 1934), Archäologe
- Jens Förster (* 1965), deutscher Psychologe, systemischer Therapeut, Lehrtherapeut, Sozialpsychologe, Sänger und Autor
- Willem Glasbergen (1923–1979), Archäologe
- Jacob Goeree (* 1966), Ökonom
- Carel Goseling
- Adriaan de Groot (1914–2006), Psychologe und Schachspieler
- Robert Grootendorst (1944–2000), Kommunikationswissenschaftler und Argumentationstheoretiker
- Hans Gruijters (1931–2005), Politiker
- Kees ’t Hart (* 1944), Schriftsteller und Dichter
- Willem Frederik Hermans (1921–1995), Schriftsteller
- Johannes van der Hoeven
- Hans Hoogervorst (* 1956), Politiker
- Ferry Hoogendijk (1933–2014), Politikwissenschaftler, Journalist und Politiker
- Hans Janmaat (1934–2002), Politiker
- Wouter Jurgens (* 1971), Diplomat
- Jan Kalf (1873–1954), Kunsthistoriker und Denkmalpfleger
- Machiel Kiel (1938–2025), Osmanist und Architekturhistoriker
- Jacob Kistemaker (1917–2010), Hochschullehrer und Atomphysiker
- Diederik Johannes Korteweg (1848–1941), angewandter Mathematiker
- André Kuipers (* 1958), Raumfahrer
- Nicolaas Petrus van Wyk Louw (1906–1970), südafrikanischer Schriftsteller und Literaturwissenschaftler
- Hanja Maij-Weggen (* 1943), Politikerin
- Geert Mak (* 1946), Journalist, Publizist und Sachbuchautor
- Annemarie Mol (* 1958), Anthropologin, Philosophin und Hochschullehrerin
- Corneille Antoine Jean Abraham Oudemans (1825–1906), Botaniker, Mykologe und Arzt
- Rob Oudkerk
- Connie Palmen (* 1955), Schriftstellerin
- Anton Pannekoek (1873–1960), Astronom, Astrophysiker und Theoretiker des Rätekommunismus
- Jan Pen (1921–2010), Wirtschaftswissenschaftler, Professor und Kolumnist
- Bram Peper (1940–2022), Soziologe und Politiker
- Harm Pinkster (1942–2021), Klassischer Philologe
- Ronald Plasterk (* 1957), Molekularbiologe, Publizist und Politiker
- Rick van der Ploeg
- Nicolaas Wilhelmus Posthumus (1880–1960), Wirtschaftshistoriker und Archivar
- Jan Pronk (* 1940), Politiker und Diplomat
- Géza Révész (1878–1955), ungarisch-niederländischer Psychologe
- Albert Rijksbaron
- Guido van Rossum (* 1956), Softwareentwickler
- Hannie Schaft (1920–1945), Kämpferin des kommunistischen Widerstands gegen den Nationalsozialismus
- Paul Scheffer (* 1954), niederländischer Professor, Soziologe und Journalist
- Klaus Schönbach (* 1949), deutscher Kommunikations- und Medienwissenschaftler
- Jan Jacob Slauerhoff (1898–1936), Schriftsteller
- Karin Spaink
- Tina Strobos (1920–2012), niederländisch-amerikanische Medizinerin, Psychiaterin und Widerstandskämpferin
- Abram de Swaan (* 1942), Soziologe
- Ed van Thijn (1934–2021), Politiker
- Joop den Uyl (1919–1987), Politiker
- Simon Vestdijk (1898–1971), Schriftsteller
- J. J. Voskuil (1926–2008), Volkskundler und Schriftsteller
- Gerhard Johannes Vossius (1577–1649), Gelehrter, Humanist und Theologe
- Jouke de Vries (* 1960), Politiker und Professor
- Johannes Diderik van der Waals (1837–1923), Physiker
- Anna Weber-van Bosse (1852–1942), Algologin
- Max Weber (1852–1937), deutsch-niederländischer Zoologe
- Mieke van der Weij
- Joop Wijn (* 1969), Politiker
- David Wijnkoop
- Mabel Wisse Smit (* 1968), die Witwe von Friso von Oranien-Nassau
- Pieter Zeeman (1865–1943), Physiker
- Frits Zernike (1888–1966), Physiker